# Філософ Діоген та Александр Македонський
Філософ Діоген та Александр Македонський — картина художника 18 століття з Італії Джованні Баттіста Тьєполо на тему одної легенди.

## Сюжет
Цей сюжет із присмаком сенсаційного протиставлення двох відомих постатей Стародавньої Греції мав поширення в мистецтві Західної Європи 17-18 століть. За нього брались різні майстри, серед яких — художники і скульптори. В добу кінцевого формування централізованих монархій в Європі, коли двір монарха (короля, царя, курфюрста, князя)сприймався центром політичного та культурного життя, сюжет викликав здивування, зацікавленість, осуд.
За легендою, царю Александру Македонському розповіли про незвичного філософа, що не схвалював залежність особи від суспільства, добровільно жебракував, навмисне обмежив свої потреби в їжі, одягу і помешканні, ставши справжнім аскетом. Зачеплений розповідями, цар, схиблений на бенкетах, задоволеннях та розкоші побажав поспілкуватися з Діогеном. Зустріч відбулася. Поспілкувавшись, цар запитав, що він може зробити для Діогена. Як у казці, придворні волали б у цій ситуації грошей, палаців і високих посад, аби перетворити власне життя на чергу свят і насолод. Тому відповідь Діогена викликала здивування: «Не затуляй мені сонце!» — відповів філософ.
Здивувався навіть цар. Знаючи, що тепер його відповідь очікує вельможне оточення, відповів : " О, я хотів би бути Діогеном, якби  не був царем Македонії!" 
Наголос на відповіді Александра Македонського якраз і зробив скульптор з Франції П'єр Пюже в своєму рельєфі «Александр Великий та Діоген», подавши Македонського величним вершником в оточенні пишної свити на тлі військового прапора та класичної архітектури (1692 рік, Лувр, Париж).
Перлинкою живопису зробив сюжет "Філософ Діоген та Александр Македонський" художник Джованні Баттіста Тьєполо, зобразивши подію легенди як сценку з театральної вистави доби рококо. Тут і екзотична піраміда, і величний Александр, і жадібне до подій оточення, і яскраве (суто італійське) сонячне світло, не затуляти яке і просив філософ Діоген.

### Провенанс
Юсуповський палац (Санкт-Петербург) зберігав цю перлинку живопису до 1926 р. Пізніше полотно передали в Музейний фонд, який передав картину на збереження в Ермітаж.